# Puls (Holsten)
 For alternative betydninger, se Puls (flertydig). (Se også artikler, som begynder med Puls)
Puls er en by og en kommune i det nordlige Tyskland, beliggende i Amt Schenefeld i den nordvestlige del af Kreis Steinburg. Kreis Steinburg ligger i den sydvestlige del af delstaten Slesvig-Holsten.

## Geografi
Puls ligger omkring 15 km nord for Itzehoe lige nord for Schenefeld. Få kilometer mod vest går Grüne Küstenstraße og få kilometer mod syd går Bundesstraße B430 mod Neumünster. Vandløbet Mühlenbek løber gennem kommunen. I kommunen ligger bebyggelserne Kammerhorst og Pulserdamm. Fra 1901 til 1957 havde Puls jernbanestation på Rendsburger Kreisbahn.